# Lady Lou
Lady Lou, również Skrzywdziła go (She Done Him Wrong) – amerykańska komedia romantyczna z 1933.

## O filmie
Był to drugi film w dorobku Mae West, jednak dopiero pierwszy obraz, w którym zagrała główną rolę. W filmie partneruje jej Cary Grant, będący wówczas u progu sławy. West utrzymywała, że to ona odkryła aktora i zapoczątkowała jego karierę, choć nie było to zgodne z prawdą. Grant pojawił się już rok wcześniej w filmie Blond Venus u boku Marleny Dietrich. Scenariusz Lady Lou został oparty na sztuce teatralnej Diamond Lil, z którą West odniosła duży sukces kilka lat wcześniej.
Film cieszył się dużym powodzeniem, przynosząc dochody przekraczające 2 miliony dolarów. Dostał również nominację do Oscara jako najlepszy film.
Słowa „Why don't you come up sometime and see me?” wypowiadane w filmie przez West trafiły na 26. miejsce zestawienia AFI’s 100 Years…100 Movie Quotes skompilowanego przez Amerykański Instytut Filmowy w 2005 roku.

## Obsada
- Mae West jako Lady Lou
- Cary Grant jako kapitan Cummings
- Owen Moore jako Chick Clark
- Gilbert Roland jako Serge Stanieff
- Noah Beery jako Gus Jordan
- David Landau jako Dan Flynn
- Rafaela Ottiano jako Rita
- Dewey Robinson jako Spider Kane
- Rochelle Hudson jako Sally
- Tammany Young jako Chuck Connors
- Fuzzy Knight jako Ragtime Kelly
- Grace La Rue jako Frances Kelly
- Robert Homans jako Doheney
- Louise Beavers jako Pearl